# Steinau (Fischbachtal)
Steinau (im lokalen Dialekt: Stoane) ist ein Ortsteil der Gemeinde Fischbachtal im südhessischen Landkreis Darmstadt-Dieburg.

## Geographie
Das Straßendorf liegt, von Wald umgeben, innerhalb des  Geo-Naturparks Bergstraße-Odenwald im Granitgebiet des nördlichen Odenwald, ca. 18 km südwestlich von Dieburg. Der Ortsteil Steinau besteht aus der 196,1 Hektar umfassenden Gemarkung Steinau.
An den Ortsteil Steinau grenzen, vom Norden beginnend, im Uhrzeigersinn an die Orte Klein-Bieberau, Lichtenberg, Billings, Meßbach, Fränkisch-Crumbach, Winterkasten und Lützelbach. Am nördlichen Ortsrand verläuft die Landesstraße 3102, von der die Kreisstraße 71 in den Ort führt und hier endet.

## Geschichte

### Ortsgeschichte
Erstmals urkundlich erwähnt wurde, soweit bekannt, das Dorf im Jahre 1347, als Erkingen von Rodenstein seine Rechte zu Steinau „wiederlöstlich“ an den Grafen Wilhelm von Katzenelnbogen verkaufte. Weitere Erwähnungen erfolgten unter den Ortsnamen (in Klammern das Jahr der Erwähnung): Steynauw (1433), Steinha (16. Jahrhundert), Steinenn (16. Jahrhundert), Steina (1653) und Steinau (1748). Im 16. Jahrhundert stand das Dorf den Junkern von Rodenstein zu; der Landgraf von Hessen hatte die „hohe und centbare Obrigkeit“.
Im Dreißigjährigen Krieg überlebte nur ein Bauer die Kriegsgräuel.
Steinau  lag im Gerichtsbezirk der Zent Oberramstadt. Die Zent war in sogenannte „Reiswagen“ eingeteilt, denen jeweils ein Oberschultheiß vorstand, die dem Zentgrafen unterstellt waren. Dieser Bezirk hatte einen Frachtwagen (Reiswagen) einschließlich Zugtieren und Fuhrknechten für Feldzüge bereitzustellen. Steinau gehörte zum „Großbieberauer Reiswagen“, dem Waldhausen besteht aus den Orten Niedernhausen, Billings, Meßbach und Nonrod sowie die Dörfer Rodau, Wersau und Steinau angehörten. Die gesamte Zent Oberramstadt war dem Amt Lichtenberg zugeteilt. Diese Einteilung bestand noch bis zum Beginn des 19. Jahrhunderts.
Von 1821 bis 1909 gehörte das Dorf zur Bürgermeisterei Neunkirchen und war danach wieder eine eigenständige Gemeinde. Kirchlich gehört der Ort seit 1877 zum Kirchspiel Neunkirchen. Bis zum Zweiten Weltkrieg wurden eine Getreidemühle und eine Ölmühle betrieben. 1901 wurde die Schule erbaut.
Die Statistisch-topographisch-historische Beschreibung des Großherzogthums Hessen berichtet 1829 über Steinau:

„Steinau (L. Bez. Reinheim) luth. Filialdorf; liegt 2 1⁄4 St. von Reinheim in einem hohen Thale am Fuße der Neunkircher Höhe, und hat 20 Häuser und 143 Seelen die außer 1 Kath. lutherisch sind. Man findet 2 Mahlmühlen womit 1 Oelmühle verbunden ist. – Steinau wurde 1347 von Erkinger von Rodenstein an Wilhelm II., Grafen von Katzenellenbogen, verpfändet. Diese Pfandschaft wurde indessen nie wieder abgelößt.“

Hessische Gebietsreform (1970–1977)
Steinau war bis zum freiwilligen Zusammenschluss mit den Gemeinden Nonrod, Lichtenberg, Niedernhausen, Billings und Meßbach zur Gemeinde Fischbachtal zum 31. Dezember 1971 im Zuge der Gebietsreform in Hessen eine selbstständige Gemeinde. Für jede dieser ehemaligen Gemeinden wurde ein Ortsbezirk eingerichtet. Die Gemeindeverwaltung erhielt ihren Sitz im Ortsteil Niedernhausen.

### Verwaltungsgeschichte im Überblick
Die folgende Liste zeigt die Staaten und Verwaltungseinheiten, denen Steinau angehört(e):
- vor 1479: Heiliges Römisches Reich, Grafschaft Katzenelnbogen, Obere Grafschaft Katzenelnbogen (1457: zur Rodensteiner Mark)
- ab 1479: Heiliges Römisches Reich, Landgrafschaft Hessen (durch Erbfall), Obere Grafschaft Katzenelnbogen
- ab 1567: Heiliges Römisches Reich, Landgrafschaft Hessen-Darmstadt, Obere Grafschaft Katzenelnbogen (1783: Amt Lichtenberg, Zent Oberramstadt, Großbieberauer Reiswagen)
- ab 1803: Heiliges Römisches Reich, Landgrafschaft Hessen-Darmstadt, Fürstentum Starkenburg, Amt Lichtenberg
- ab 1806: Großherzogtum Hessen,[Anm. 2] Fürstentum Starkenburg, Amt Lichtenberg[14]
- ab 1815: Großherzogtum Hessen, Provinz Starkenburg, Amt Lichtenberg
- ab 1821: Großherzogtum Hessen, Provinz Starkenburg, Landratsbezirk Reinheim[Anm. 3]
- ab 1832: Großherzogtum Hessen, Provinz Starkenburg, Landkreis Dieburg
- ab 1848: Großherzogtum Hessen, Regierungsbezirk Dieburg
- ab 1852: Großherzogtum Hessen, Provinz Starkenburg, Kreis Dieburg
- ab 1871: Deutsches Reich, Großherzogtum Hessen, Provinz Starkenburg, Kreis Dieburg
- ab 1918: Deutsches Reich, Volksstaat Hessen,[Anm. 4] Provinz Starkenburg, Kreis Dieburg
- ab 1938: Deutsches Reich, Volksstaat Hessen, Landkreis Dieburg[15][Anm. 5]
- ab 1945: Deutsches Reich, Amerikanische Besatzungszone,[Anm. 6] Groß-Hessen, Regierungsbezirk Darmstadt, Landkreis Dieburg
- ab 1946: Deutsches Reich, Amerikanische Besatzungszone, Hessen, Regierungsbezirk Darmstadt, Landkreis Dieburg
- ab 1949: Bundesrepublik Deutschland, Hessen, Regierungsbezirk Darmstadt, Landkreis Dieburg
- ab 1971: Bundesrepublik Deutschland, Hessen, Regierungsbezirk Darmstadt, Landkreis Dieburg, Gemeinde Fischbachtal
- ab 1977: Bundesrepublik Deutschland, Hessen, Regierungsbezirk Darmstadt, Landkreis Darmstadt-Dieburg, Gemeinde Fischbachtal

### Gerichte
Steinau gehörte zum Zentgericht Oberramstadt. 1791 wird das Untergericht „Der kleinen Märker“ genannt. In der Landgrafschaft Hessen-Darmstadt wurde mit Ausführungsverordnung vom 9. Dezember 1803 das Gerichtswesen neu organisiert. Für das Fürstentum Starkenburg wurde das „Hofgericht Darmstadt“ eingerichtet. Es war für normale bürgerliche Streitsachen Gericht der zweiten Instanz, für standesherrliche Familienrechtssachen und Kriminalfälle die erste Instanz. Übergeordnet war das Oberappellationsgericht Darmstadt. Die Rechtsprechung der ersten Instanz wurde durch die Ämter bzw. Standesherren vorgenommen. Damit war für Steinau das Amt Lichtenberg zuständig. Die Zentgerichte hatten damit ihre Funktion verloren.
Mit Bildung der Landgerichte und Trennung der Rechtsprechung von der Verwaltung im Großherzogtum Hessen war ab 1821 das Landgericht Lichtenberg das Gericht erster Instanz, zweite Instanz war das Hofgericht Darmstadt. Es folgten:
- ab 1848: Landgericht Reinheim (Verlegung von Lichtenberg nach Reinheim), zweite Instanz: Hofgericht Darmstadt
- ab 1879: Amtsgericht Reinheim, zweite Instanz: Landgericht Darmstadt
- ab 1968: Amtsgericht Darmstadt mit der Auflösung des Amtsgerichts Reinheim, zweite Instanz: Landgericht Darmstadt

## Bevölkerung

### Einwohnerstruktur 2011
Nach den Erhebungen des Zensus 2011 lebten am Stichtag, dem 9. Mai 2011, in Steinau 306 Einwohner. Darunter waren 3 (1,0 %) Ausländer.
Nach dem Lebensalter waren 48 Einwohner unter 18 Jahren, 144 zwischen 18 und 49, 57 zwischen 50 und 64 und 57 Einwohner waren älter.
Die Einwohner lebten in 123 Haushalten. Davon waren 30 Singlehaushalte, 30 Paare ohne Kinder und 45 Paare mit Kindern, sowie 12 Alleinerziehende und 6 Wohngemeinschaften. In 21 Haushalten lebten ausschließlich Senioren und in 84 Haushaltungen keine Senioren.

### Einwohnerentwicklung
| • 1629: | 010 Hausgesesse          |
| • 1791: | 066 Einwohner            |
| • 1800: | 114 Einwohner            |
| • 1806: | 116 Einwohner, 16 Häuser |
| • 1829: | 143 Einwohner, 20 Häuser |
| • 1867: | 178 Einwohner, 28 Häuser |

| Steinau: Einwohnerzahlen von 1791 bis 2023 | Steinau: Einwohnerzahlen von 1791 bis 2023 | Steinau: Einwohnerzahlen von 1791 bis 2023 | Steinau: Einwohnerzahlen von 1791 bis 2023 | Steinau: Einwohnerzahlen von 1791 bis 2023 |
| --- | ------------------------------------------ | ------------------------------------------ | ------------------------------------------ | ------------------------------------------ |
| Jahr |                                            |                                            |                                            | Einwohner                                  |
| 1791 | 1791                                       |                                            | 66                                         | 66                                         |
| 1800 | 1800                                       |                                            | 114                                        | 114                                        |
| 1829 | 1829                                       |                                            | 143                                        | 143                                        |
| 1834 | 1834                                       |                                            | 167                                        | 167                                        |
| 1840 | 1840                                       |                                            | 163                                        | 163                                        |
| 1846 | 1846                                       |                                            | 180                                        | 180                                        |
| 1852 | 1852                                       |                                            | 176                                        | 176                                        |
| 1858 | 1858                                       |                                            | 170                                        | 170                                        |
| 1864 | 1864                                       |                                            | 171                                        | 171                                        |
| 1871 | 1871                                       |                                            | 183                                        | 183                                        |
| 1875 | 1875                                       |                                            | 198                                        | 198                                        |
| 1885 | 1885                                       |                                            | 225                                        | 225                                        |
| 1895 | 1895                                       |                                            | 228                                        | 228                                        |
| 1905 | 1905                                       |                                            | 246                                        | 246                                        |
| 1910 | 1910                                       |                                            | 245                                        | 245                                        |
| 1925 | 1925                                       |                                            | 230                                        | 230                                        |
| 1939 | 1939                                       |                                            | 215                                        | 215                                        |
| 1946 | 1946                                       |                                            | 285                                        | 285                                        |
| 1950 | 1950                                       |                                            | 242                                        | 242                                        |
| 1956 | 1956                                       |                                            | 232                                        | 232                                        |
| 1961 | 1961                                       |                                            | 245                                        | 245                                        |
| 1967 | 1967                                       |                                            | 272                                        | 272                                        |
| 1970 | 1970                                       |                                            | 293                                        | 293                                        |
| 1980 | 1980                                       |                                            | ?                                          | ?                                          |
| 1990 | 1990                                       |                                            | ?                                          | ?                                          |
| 2000 | 2000                                       |                                            | ?                                          | ?                                          |
| 2011 | 2011                                       |                                            | 306                                        | 306                                        |
| 2015 | 2015                                       |                                            | 322                                        | 322                                        |
| 2023 | 2023                                       |                                            | 303                                        | 303                                        |
| Datenquelle: Historisches Gemeindeverzeichnis für Hessen: Die Bevölkerung der Gemeinden 1834 bis 1967. Wiesbaden: Hessisches Statistisches Landesamt, 1968. Weitere Quellen: LAGIS; Zensus 2011; Gemeinde Fischbachtal: 2015; 2023 |                                            |                                            |                                            |                                            |

### Historische Religionszugehörigkeit
| • 1829: | 142 lutheranische (= 99,30 %) und ein katholischer (= 0,97 %) Einwohner |
| • 1961: | 236 evangelische (= 96,33 %), 7 katholische (= 2,86 %) Einwohner        |

## Politik
Für Steinau besteht ein Ortsbezirk (Gebiete der ehemaligen Gemeinde Steinau) mit Ortsbeirat und Ortsvorsteher nach der Hessischen Gemeindeordnung. Der Ortsbeirat besteht aus fünf Mitgliedern. Bei den Kommunalwahlen in Hessen 2021 betrug die Wahlbeteiligung zum Ortsbeirat Steinau 69,422 %. Dabei wurden gewählt: Je zwei Mitglieder der SPD und „Freien Wählergemeinschaft Fischbachtal“ (FWF) sowie ein Mitglied des Bündnis 90/Die Grünen. Der Ortsbeirat wählte Elisabeth Güttler (FWF) zur Ortsvorsteherin.

## Kultur und Sehenswürdigkeiten

### Kulturdenkmäler
Siehe Liste der Kulturdenkmäler in Fischbachtal-Steinau

### Naturräume
Am Südrand von Steinau liegt das Fauna-Flora-Habitat-Gebiet Buchenwälder des Vorderen Odenwaldes (FFH-Nr. 6218-302; 37,0545 km²). Hier finden sich einige durch Rundwanderwege erreichbare Felsformationen wie das unmittelbar am Ortsrand gelegene Kleine Felsenmeer und weiter östlich der Rimdidim mit markanten Felsklippen und dem sogenannten Gagernstein an seiner Nordwestflanke. Südwestlich des Ortes liegt der Steinkopf mit dem als Naturdenkmal ausgewiesenen Zindenauer Schlösschen.

### Regelmäßige Veranstaltungen
- August: Zeltkerb[23]